# 砂棲蜓狀鯰
砂棲蜓狀鯰，為輻鰭魚綱鯰形目甲鯰科的其中一種，為熱帶淡水魚，分布於南美洲巴西Tapajós河流域，體長可達5.6公分，棲息在森林覆蓋、沙底質且水質清澈帶單寧色的溪流底層水域，生活習性不明。

## 扩展阅读
維基物種上的相關：砂棲蜓狀鯰